# Barrage d'Akyar
Le barrage d'Akyar (en turc Akyar barajı) est un barrage en Turquie.

## Source
- (en) www.dsi.gov.tr/tricold/akyar.htm Site de l'agence gouvernementale turque des travaux hydrauliques